# Anusit Termmee
Anusit Termmee (Thai: อนุศิษฏ์ เติมมี, * 19. Januar 1995 in Bangkok), auch als Q bekannt, ist ein thailändischer Fußballspieler.

## Karriere

### Verein
Das Fußballspielen erlernte Anusit Termmee beim damaligen Drittligisten Bangkok Christian College FC in Bangkok. Seinen ersten Vertrag unterschrieb er 2013 beim Erstligisten Bangkok United. 2015 wurde er an den Zweitligisten Thai Honda Ladkrabang FC ausgeliehen. Hier kam er dreimal zum Einsatz. Nach Chainat zum dort beheimateten Chainat Hornbill FC wurde er 2018 ausgeliehen. Mitte 2020 wechselte der Torwart auf Leihbasis zum Ligakonkurrenten Rayong FC nach Rayong. Am Ende der Saison 2020/21 musste er mit Rayong als Tabellenletzter in die zweite Liga absteigen. Nach dem Abstieg verließ er Rayong und ging nach Samut Prakan. Hier schloss er sich dem Erstligisten Samut Prakan City FC an. Am Ende der Saison 2021/22 belegte er mit dem Verein aus Samut Prakan den vorletzten Tabellenplatz und musste somit in die zweite Liga absteigen. Nach dem Abstieg verließ er Samut und schloss sich im Juli 2022 dem Zweitligisten Kasetsart FC an. Für den Hauptstadtverein bestritt er neun Ligaspiele. Im Dezember 2022 wurde sein Vertrag nicht verlängert. Nachdem er von Ende 2022 bis Anfang August 2023 vertrags- und vereinslos war, unterschrieb er am 4. August 2023 einen Vertrag beim Zweitligisten Ayutthaya United FC. Am Ende der Saison 2023/24 belegte er mit dem Klub den sechsten Tabellenplatz und qualifizierte sich somit für die Aufstiegsspiele zur ersten Liga. Hier konnte man sich jedoch nicht durchsetzen. Nach einer Spielzeit wechselte er im Sommer 2024 zum Drittligisten Samut Sakhon City FC. Mit dem Verein aus Samut Sakhon spielte er 13-mal in der Western Region der Liga. Am Ende der Saison 2024/25 feierte er mit dem Verein die Meisterschaft der Region. In den Aufstiegsspielen zur zweiten Liga konnte man sich jedoch nicht durchsetzen. Nach einer Spielzeit wechselte er im Sommer 2025 zum Zweitligisten Nakhon Si United FC.

### Nationalmannschaft
Von 2013 bis 2014 spielte er viermal für die thailändische U19-Nationalmannschaft. Dreimal trug er von 2015 bis 2018 das Trikot der U23-Nationalmannschaft.

## Erfolge

### Verein
Samut Sakhon City FC
- Thai League 3 – West: 2024/25

### Nationalmannschaft
Thailand U23
- SEA Games: 2017
- Dubai Cup: 2017